# Graphics processing unit
 Denne artikel bør gennemlæses af en person med fagkendskab for at sikre den faglige korrekthed.

 Må ikke forveksles med grafikkort, da en GPU er grafikkortets behandlingsenhed. For alternative betydninger, se GPU.
En grafikprocessor enhed, grafisk bearbejdningsenhed eller GPU (graphics processing unit, også kaldet visuel forarbejdningsenhed eller VPU) er et computerkomponent, der er specifikt designet til at vise tredimensionel grafik på en computerskærm med høj billedhastighed.
En GPU er som regel på et separat Grafikkort, men den kan også være integreret på ens Motherboard eller CPU.
GPU'er bliver brugt i forskellige spillekonsoller, som i fx en PlayStation. En GPU er hurtigere på grund af den dobbelte arkitektur, som gør, at den kan beregne grafikken hurtigere. GPU'er har integreret RAM for at gemme teksturer i hukommelsen. GPU'er bliver meget brugt til at lave digital fotomanipulation, fordi de er hurtigere til at lave billedet. Man bruger dem også til at rendere 3d-grafik.